# Пеорія (Аризона)
Пеорія (англ. Peoria) — місто (англ. city) у США, в округах Марікопа і Явапай штату Аризона. Населення — 190 985 осіб (2020).

## Географія
Пеорія розташована за координатами 33°47′16″ пн. ш. 112°18′40″ зх. д. / 33.78778° пн. ш. 112.31111° зх. д. (33.787708, -112.311100). За даними Бюро перепису населення США, у 2010 році місто мало площу 460,94 км², з яких 451,70 км² — суходіл та 9,24 км² — водойми.

### Клімат
| Клімат : Пеорія              | Клімат : Пеорія | Клімат : Пеорія | Клімат : Пеорія | Клімат : Пеорія | Клімат : Пеорія | Клімат : Пеорія | Клімат : Пеорія | Клімат : Пеорія | Клімат : Пеорія | Клімат : Пеорія | Клімат : Пеорія | Клімат : Пеорія | Клімат : Пеорія |
| Показник                     | Січ.            | Лют.            | Бер.            | Квіт.           | Трав.           | Черв.           | Лип.            | Серп.           | Вер.            | Жовт.           | Лист.           | Груд.           | Рік             |
| Абсолютний максимум, °C      | 30,6            | 31,7            | 36,7            | 39,4            | 45,0            | 50,0            | 50,0            | 46,7            | 45,6            | 42,2            | 35,0            | 28,9            | 50,0            |
| Середній максимум, °C        | 20,0            | 22,2            | 25,6            | 30,0            | 35,0            | 39,4            | 41,7            | 40,6            | 37,8            | 30,0            | 24,4            | 18,9            | 30,5            |
| Середній мінімум, °C         | 5,6             | 7,2             | 10,0            | 13,3            | 18,3            | 26,1            | 26,7            | 26,1            | 22,8            | 10,0            | 8,9             | 5,0             | 15,0            |
| Абсолютний мінімум, °C       | −6,7            | −4,4            | −4,4            | 0,0             | −2,8            | 10,6            | 16,7            | 12,2            | 8,9             | 1,7             | −2,2            | −6,1            | −6,7            |
| Норма опадів, мм             | 26              | 34              | 27              | 8               | 3               | 1               | 23              | 30              | 21              | 15              | 17              | 27              | 232             |
| ---------------------------- | --------------- | --------------- | --------------- | --------------- | --------------- | --------------- | --------------- | --------------- | --------------- | --------------- | --------------- | --------------- | --------------- |
| Джерело: The Weather Channel |                 |                 |                 |                 |                 |                 |                 |                 |                 |                 |                 |                 |                 |

## Історія

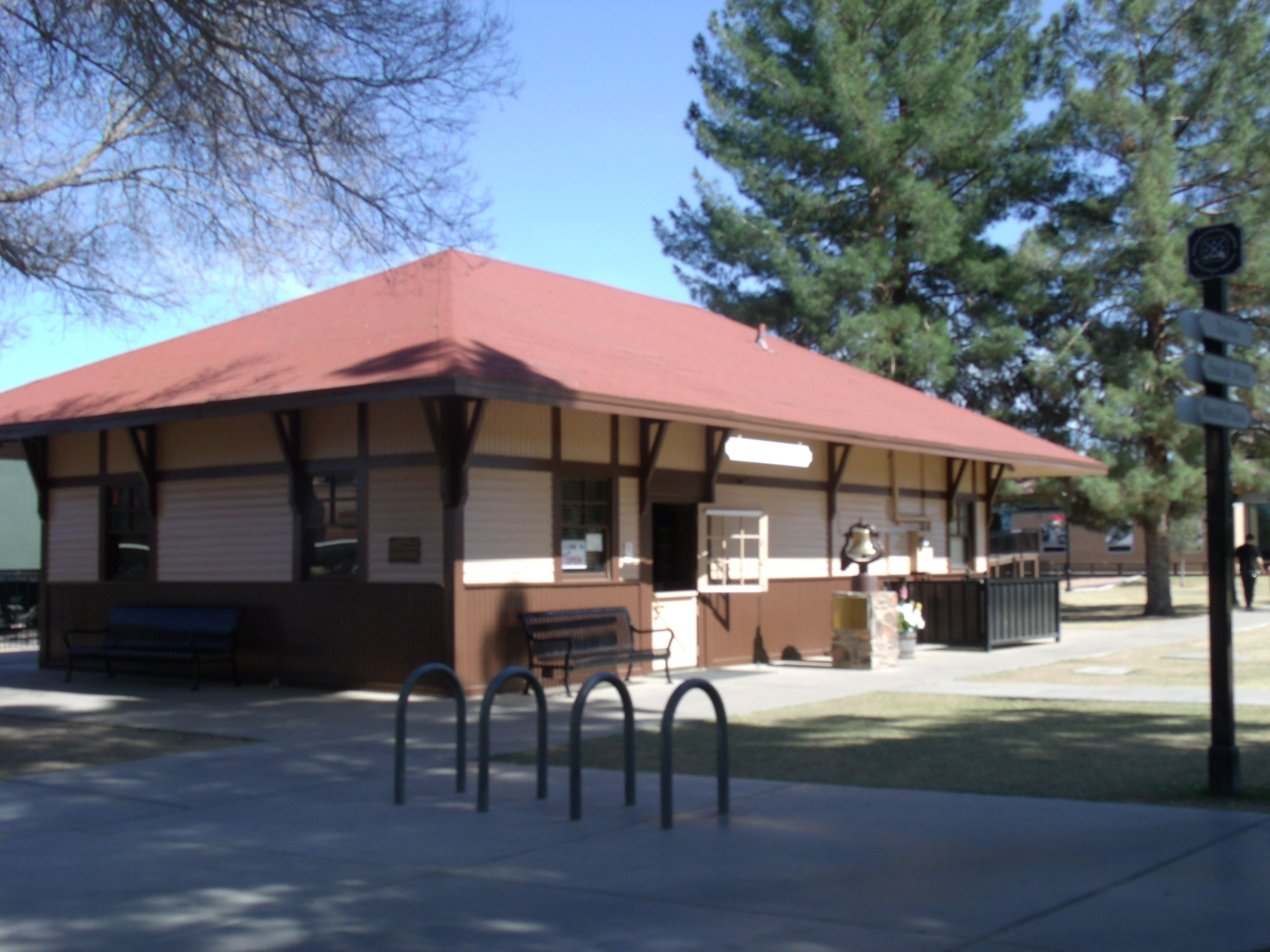
Залізнична станція побудована 1895 року

Пеорія була заснована вихідцями з Іллінойсу в 1886 році. З колишньої сільської громади вона перетворилася на одне з найбільш швидкозростаючих міст країни. Офіційно зареєстроване в 1954 році, місто виросло з площі в одну квадратну милю в Старому місті в більш ніж 176 квадратних миль.
Біля Пеорії розташоване озеро Лейк-Плезант — друге за величиною озеро штату.
У місті є спортивний комплекс, Центр виконавських мистецтв, парк відпочинку «Rio Vista Community Park». З некомерційних мистецьких закладів слід виділити «Challenger Space Center», «West Valley Art Museum» і театр «Аризона-Бродвей».
У місті прокладені 35 км пішохідних доріжок, побудовані першокласні школи, добре сплановані житлові квартали й різноманітні магазини, ресторани та розважальні заклади. Через це журнал «Money» відніс Пеорію до 100 «найкращих місць для життя» у 2008 році.

## Демографія
Згідно з переписом 2010 року, у місті мешкало 154 065 осіб у 57 457 домогосподарствах у складі 40 617 родин. Густота населення становила 334 особи/км². Було 64818 помешкань (141/км²).
Расовий склад населення:
| - 82,2 % — білих - 3,4 % — чорних або афроамериканців - 3,2 % — азіатів - 1,0 % — корінних американців - 0,1 % — вихідців з тихоокеанських островів - 7,0 % — осіб інших рас |

До двох чи більше рас належало 3,1 %. Частка іспаномовних становила 18,6 % від усіх жителів.
За віковим діапазоном населення розподілялося таким чином: 26,0 % — особи молодші 18 років, 59,7 % — особи у віці 18—64 років, 14,3 % — особи у віці 65 років та старші. Медіана віку мешканця становила 38,1 року. На 100 осіб жіночої статі у місті припадало 92,2 чоловіків; на 100 жінок у віці від 18 років та старших — 88,1 чоловіків також старших 18 років.
Середній дохід на одне домашнє господарство становив 79 841 долар США (медіана — 65 314), а середній дохід на одну сім'ю — 89 506 доларів (медіана — 75 968). Медіана доходів становила 52 786 доларів для чоловіків та 41 069 доларів для жінок. За межею бідності перебувало 9,2 % осіб, у тому числі 12,6 % дітей у віці до 18 років та 6,3 % осіб у віці 65 років та старших.
Цивільне працевлаштоване населення становило 75 934 особи. Основні галузі зайнятості: освіта, охорона здоров'я та соціальна допомога — 22,9 %, роздрібна торгівля — 14,5 %, фінанси, страхування та нерухомість — 10,6 %, науковці, спеціалісти, менеджери — 9,8 %.

## Галерея

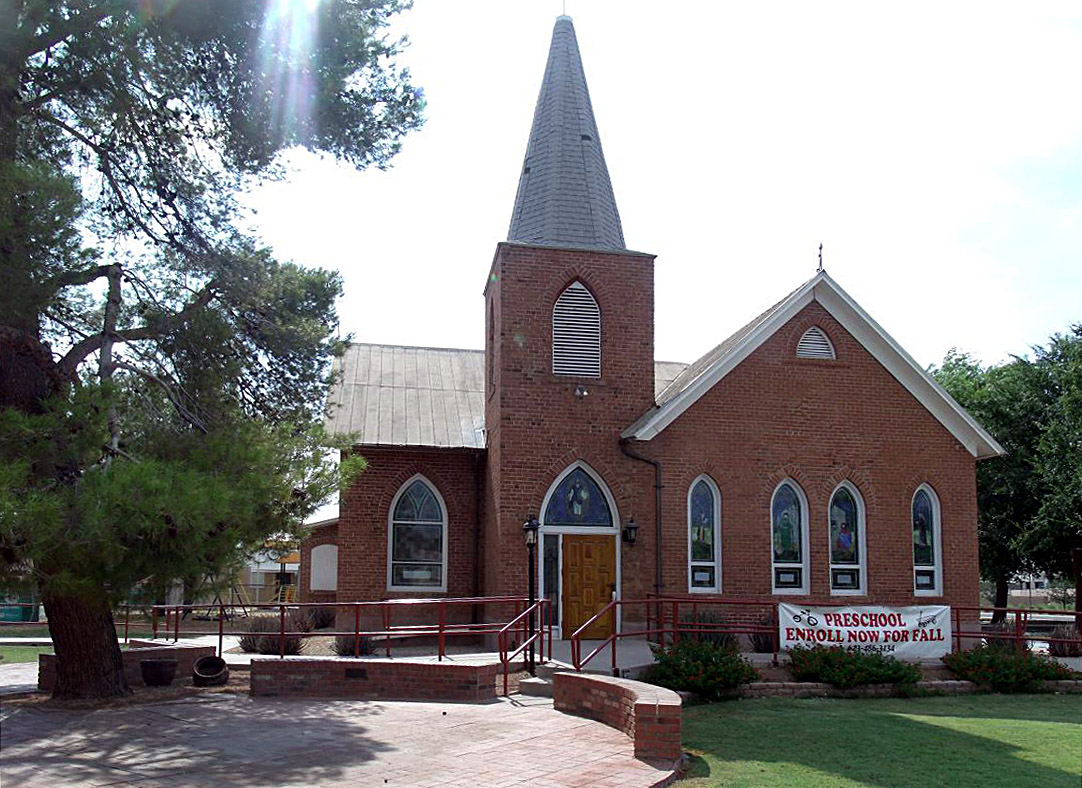
Пресвітеріанська церква побудована в 1896 році
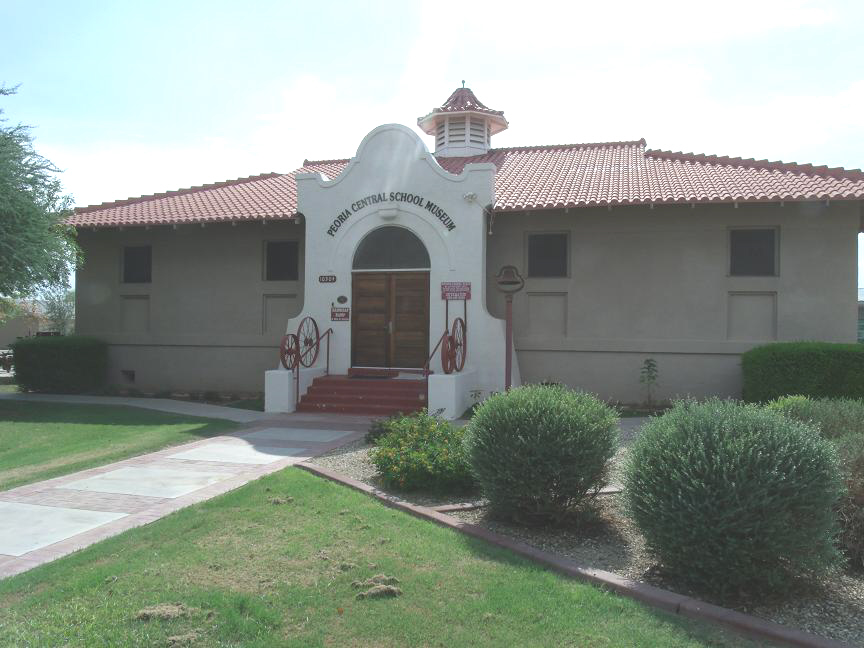
Центральна школа побудована в 1906 році
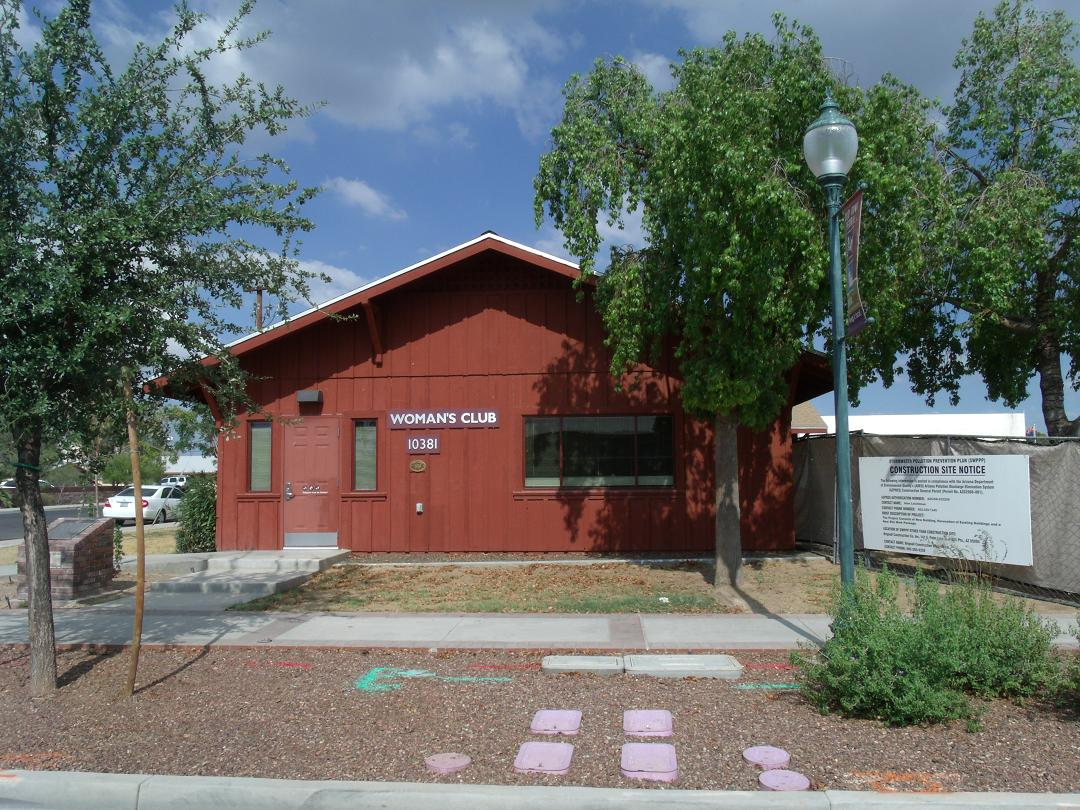
Жіночий клуб побудований у 1919 році
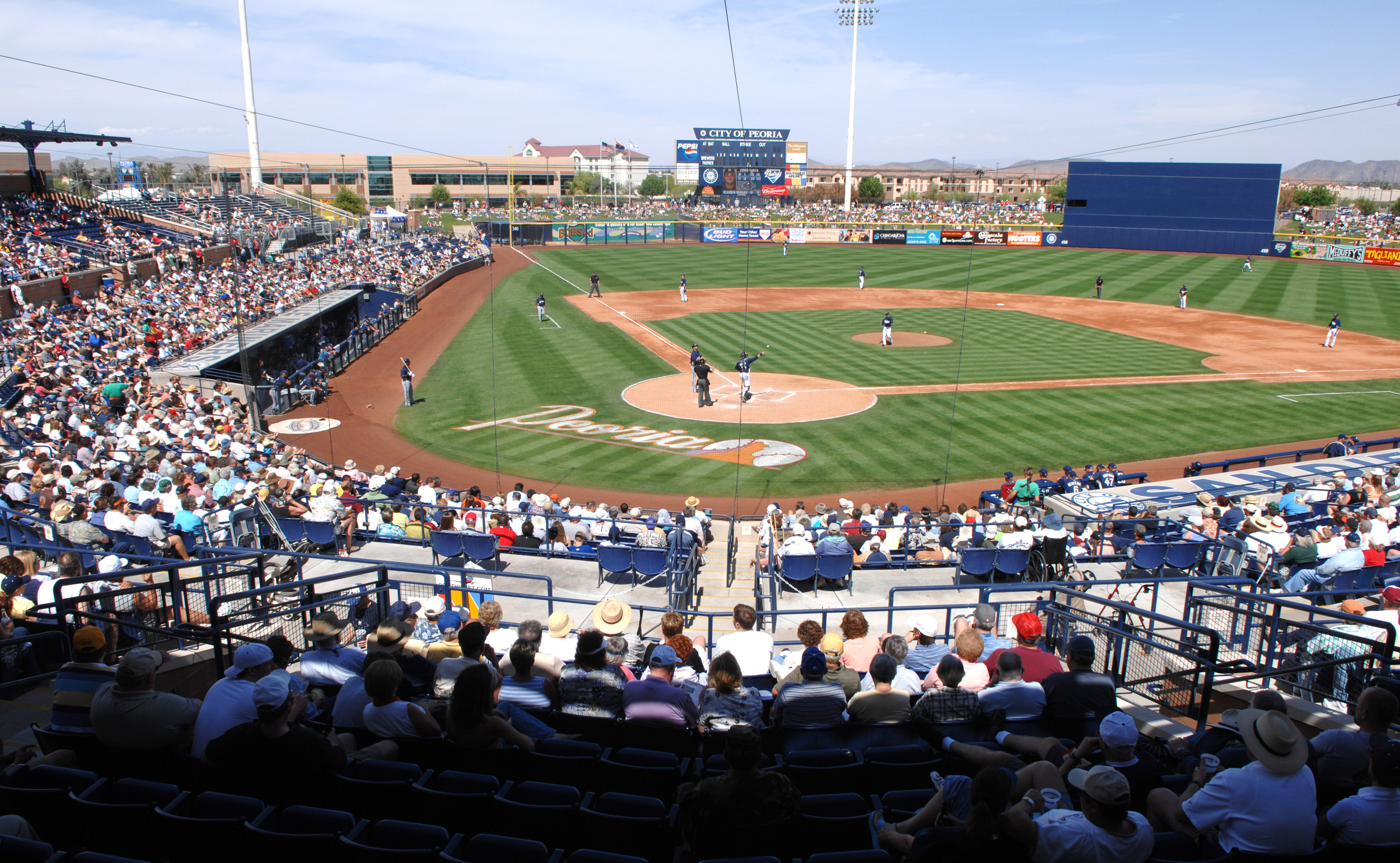
Спортивний комплекс Піорії